# Огбунайк
6°11′09″ пн. ш. 6°54′22″ сх. д. / 6.18587° пн. ш. 6.90607° сх. д.
Огбунайк (англ. Ogbunike Caves) — печери, що розташовані неподалік міста Огбунайк (штат Анамбра, південно-східна Нігерія).

## Короткий опис
Печери розташовані в долині серед тропічного лісу. Мережа печер століттями сприймалася місцевими жителями як місце, що наділене особливим духовним значенням. Біля печер проводиться щорічне свято на згадку про їхнє відкриття.
У 1990-і роки влада штату Анамбра спорудила сходи з 317 сходинок, що ведуть у долину, де розташовані печери. За традицією, перш ніж зайти до печер, відвідувачі мають зняти взуття.
Головна печера заввишки 5 м, шириною — 10 м та довжиною — 30 м від входу. Від головної печери у різні напрямки відходять 10 тунелів. У кожному тунелі є великі зали та тунелі різної довжини, деякі з яких перетинаються. У печерах живе велика колонія кажанів. У різних місцях печерного комплексу є підземні струмки та водойми. З одного з тунелів тече струмок, що впадає в річку Нкісса. На місті впадіння струмка в річку можна помітити відчутну різницю температури води — вода з підземного струмка значно тепліша за річкову. Печери і прилегла територія (20 га) перебувають під захистом.